# Зарагіж
Зарагіж (рос. Зарагиж) — село у Черецькому районі Кабардино-Балкарії Російської Федерації.
Орган місцевого самоврядування — сільське поселення Зарагіж. Населення становить 1684 особи.

## Історія
Згідно із законом від 27 лютого 2005 року органом місцевого самоврядування є сільське поселення Зарагіж.

## Населення
| 2002  | 2010  | 2012  | 2013  | 2014  | 2015  | 2016  |
| ----- | ----- | ----- | ----- | ----- | ----- | ----- |
| 1685  | ↘1684 | ↘1674 | ↗1692 | ↘1672 | ↗1687 | ↗1696 |
| 2017  | 2018  | 2019  | 2020  |       |       |       |
| ↘1694 | ↗1702 | ↘1700 | ↘1698 |       |       |       |